# Silvio Giobellina
Silvio Giobellina, né le 28 février 1954 à Leysin, est un bobeur suisse notamment champion du monde en 1982 et médaillé de bronze aux Jeux olympiques de 1984 en bob à quatre.

## Biographie

### Jeunesse
Silvio Giobellina effectue pour la première fois une descente en bob sur glace en 1974 à Saint-Moritz. Il s'inscrit à une école de bob et travaille pendant deux saisons à la construction de la piste de Saint-Moritz en plus d'un emploi dans une carrosserie. En tant que tôlier en carrosserie, il participe aux Olympiades des métiers de Madrid en 1975 et remporte la médaille de bronze. Silvio Giobellina construit lui-même des bobs et contribue à la création du premier bob fermé jusqu'à l'arrière. En collaboration avec l'École polytechnique fédérale de Lausanne, il met au point un bob en fibre de verre qu'il pilotera aux Jeux olympiques de 1984.

### Carrière
Silvio Giobellina participe aux compétitions de bob à quatre avec Rico Freiermuth, Urs Salzmann et Heinz Stettler jusqu'en 1985. Il est champion du monde en bob à quatre en 1982 à Saint-Moritz (Suisse), puis participe aux Jeux olympiques d'hiver de 1984, organisés à Sarajevo en Yougoslavie. Avec le bob Suisse I, il gagne la médaille de bronze avec un temps de 3 min 21 s 39 derrière les bobs de l'Allemagne de l'Est I et II. Il est ensuite champion d'Europe en 1984. En 1985, Giobellina est médaillé de bronze aux championnats du monde de Cervinia (Italie) et remporte un deuxième titre de champion d'Europe. Il est également champion de Suisse de 1981 à 1985,.

### Après-carrière

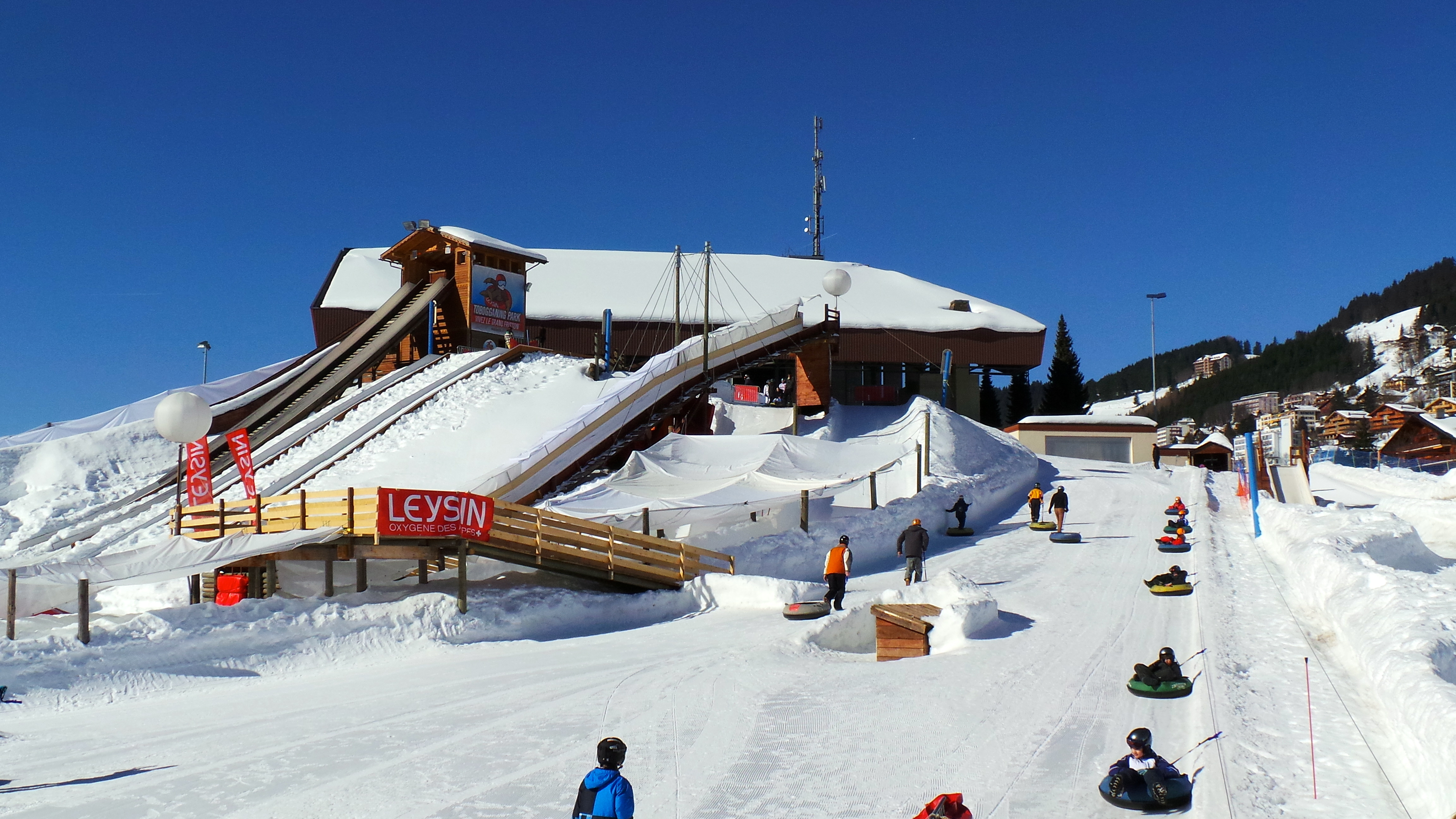
Le Tobogganing Park de Leysin, créé par Silvio Giobellina.

Dès sa retraite sportive, Silvio Giobellina est directeur technique national de l'équipe de France de bobsleigh entre 1988 et 1994 avec qui il participe notamment deux fois aux Jeux olympiques. À Leysin, il forme Bruno Mingeon qui deviendra par la suite médaillé olympique et champion du monde. Il crée deux sociétés, OSG SA puis OSG gestion SA, avec lesquelles il organise diverses activités culturelles et sportives telles que des camps d'été et de ski, des randonnées à dos de mulets et crée des tipis et un village d'igloos,. Giobellina a géré de 1999 à 2014 le Tobogganing Park, un parc de snowtubing qu'il a imaginé dans sa commune natale de Leysin. Ce parc accueille 40 000 visiteurs pendant l'hiver 2016-2017.

## Palmarès

### Jeux Olympiques
- Médaille de bronze en bob à quatre en 1984.

### Championnats monde
- Médaille d'or en bob à quatre en 1982.
- Médaille de bronze en bob à quatre en 1985.